# Lymantria mathura
Lymantria mathura är en fjärilsart som beskrevs av Moore 1865. Lymantria mathura ingår i släktet Lymantria och familjen tofsspinnare. Inga underarter finns listade i Catalogue of Life.

## Bildgalleri

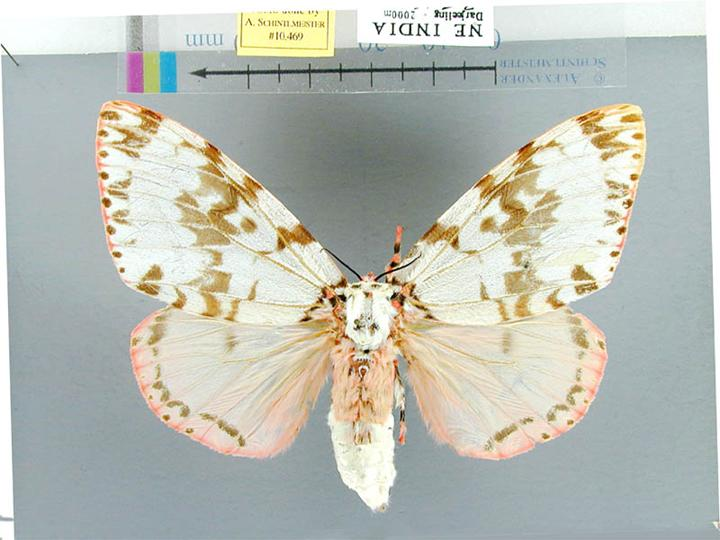
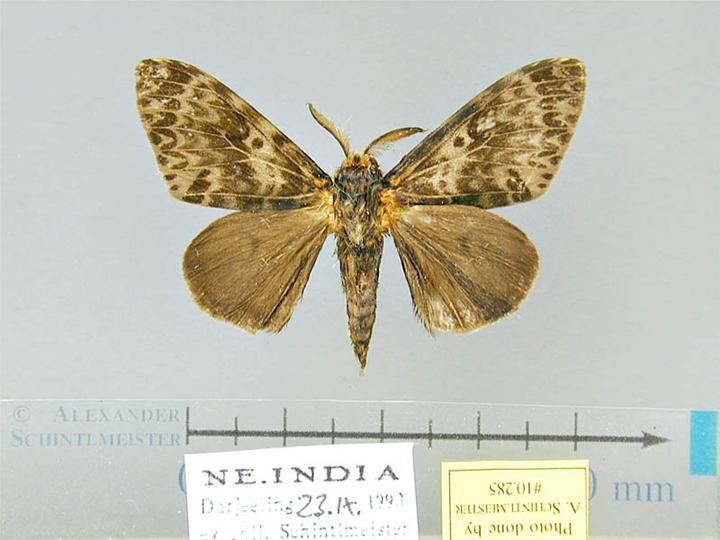
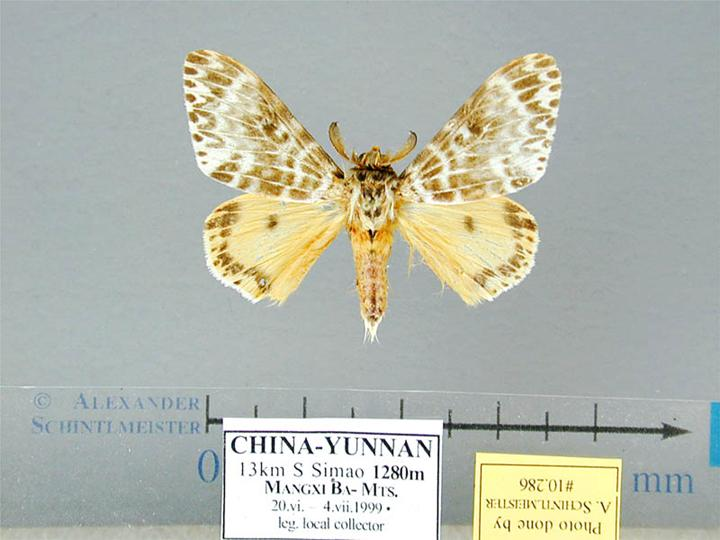
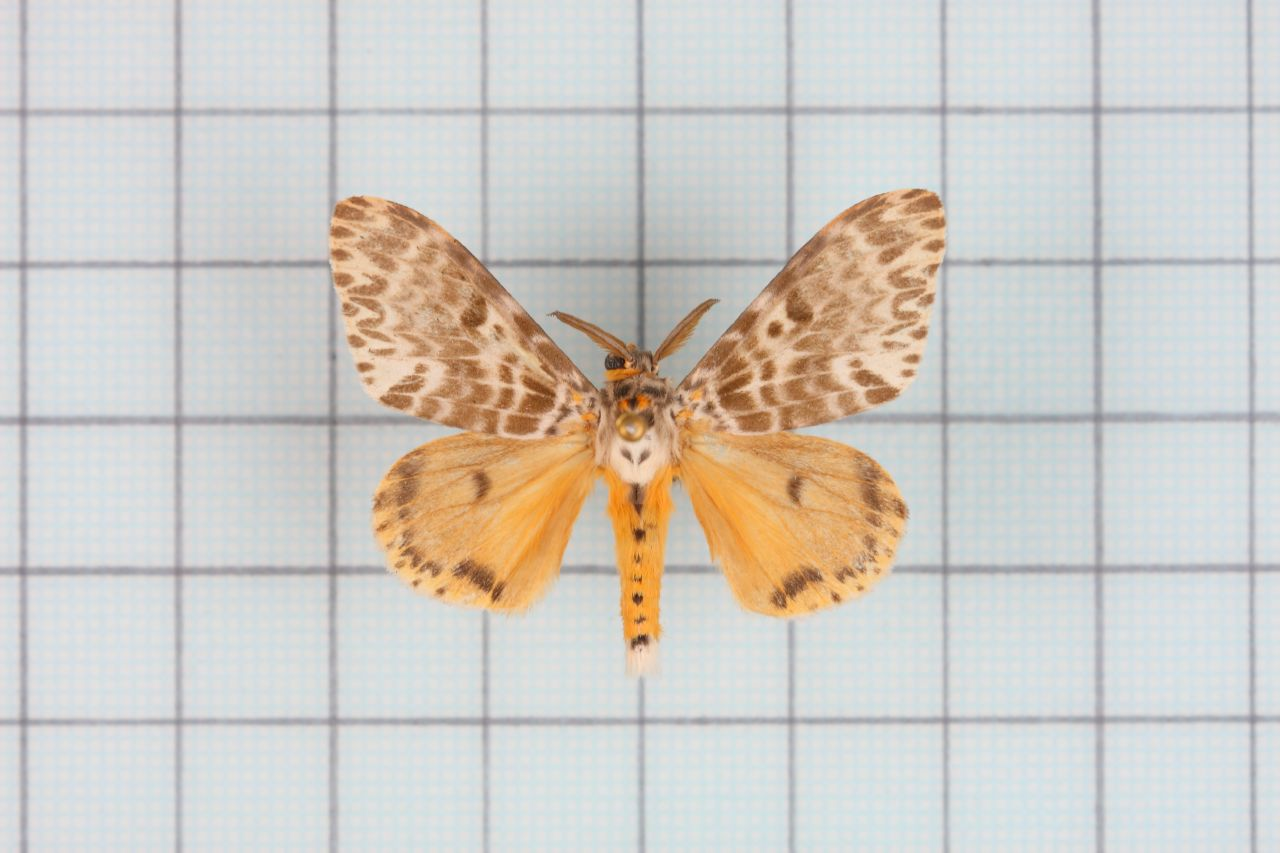